# Pont del Ferrocarril de Valleta
El pont del Ferrocarril de Valleta és una pont de Llançà (Alt Empordà) sobre el ferrocarril de Portbou i és inclòs a l'Inventari del Patrimoni Arquitectònic de Catalunya.

## Descripció
És al sud-oest del nucli urbà de la població de Llançà, damunt de l'antic traçat de la carretera N-260, al quilòmetre 20, i també sobre la riera de la Valleta.
És un pont de ferro de la línia del ferrocarril de Barcelona a Portbou i França, situat entre les estacions de Vilajuïga i Llançà. El pont consta d'una estructura metàl·lica rectangular de color blau, conseqüència de l'entramat de bigues i biguetes unides amb reblons. A banda i banda, hi ha uns alts murs bastits amb pedra desbastada disposada irregularment, amb carreus a les cantonades. De fet, l'estructura metàl·lica es fonamenta damunt d'aquestes dues construccions.

## Història
El dia 29 de gener de l'any 1878 s'inaugurà la línia del ferrocarril de Figueres a Portbou, la data coincidia amb la del casament del rei Alfons XIII. El pont de Valleta, entre les estacions de Vilajuïga i de Llançà, poc abans d'aquesta darrera, i després dels túnels de Canyelles i del Molí, és un dels que resten, construïts per la Companyia Eiffel, el més notable dels quals és el viaducte de Colera.
La construcció de la línia ferroviària va afavorir la proliferació de companyies concessionàries a tot l'estat. La Companyia de Ferrocarrils de Tarragona a Barcelona i França (T.B.F.) va ser una de les més importants i va portar els trens fins a la frontera francesa.